# Centro spaziale Mohammed bin Rashid
Il Centro spaziale Mohammed bin Rashid (MBRSC), che comprende l’Emirates Institution for Advanced Science and Technology (EIAST) è un ente governativo degli Emirati Arabi Uniti che lavora al programma spaziale emiratino, il quale include alcuni progetti di satelliti e una missione su Marte (Emirates Mars Mission). Il centro è anche attivo per promuovere le scienze dello spazio e la ricerca scientifica nel paese..
L’Emirates Institution for Advanced Science and Technology (EIAST) è stata fondata il 6 febbraio 2006 dallo sceicco Mohammed bin Rashid Al Maktum, vicepresidente e primo ministro degli Emirati Arabi Uniti ed emiro di Dubai.

## Progetti
- DubaiSat-1
- DubaiSat-2
- KhalifaSat
- Nayif-1
- Emirates Mars Mission

## Galleria d'immagini
Immagini scattate da DubaiSat-1:

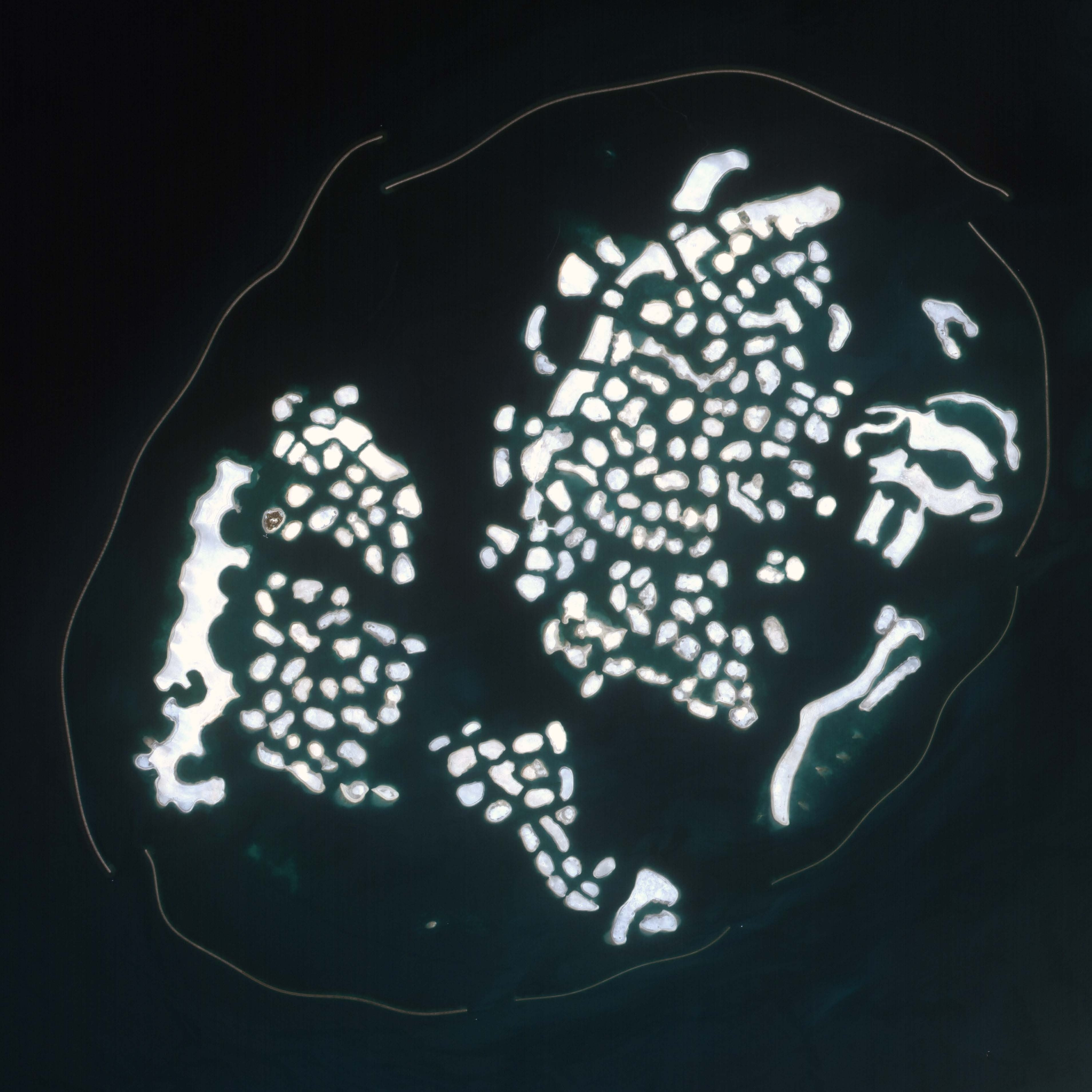
Immagine satellitare di The World a Dubai di DubaiSat-1
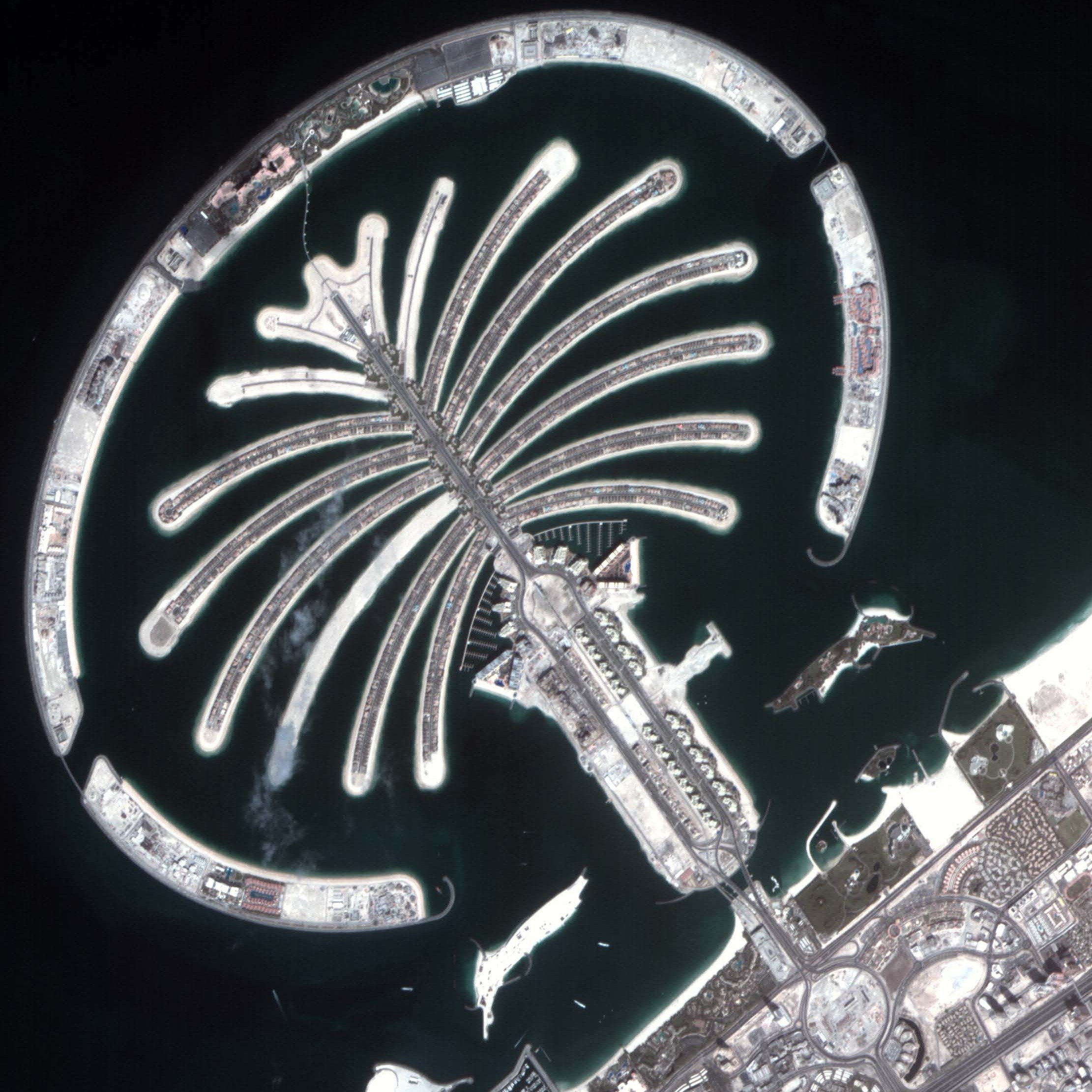
Immagine satellitare di Palm Islands di DubaiSat-1
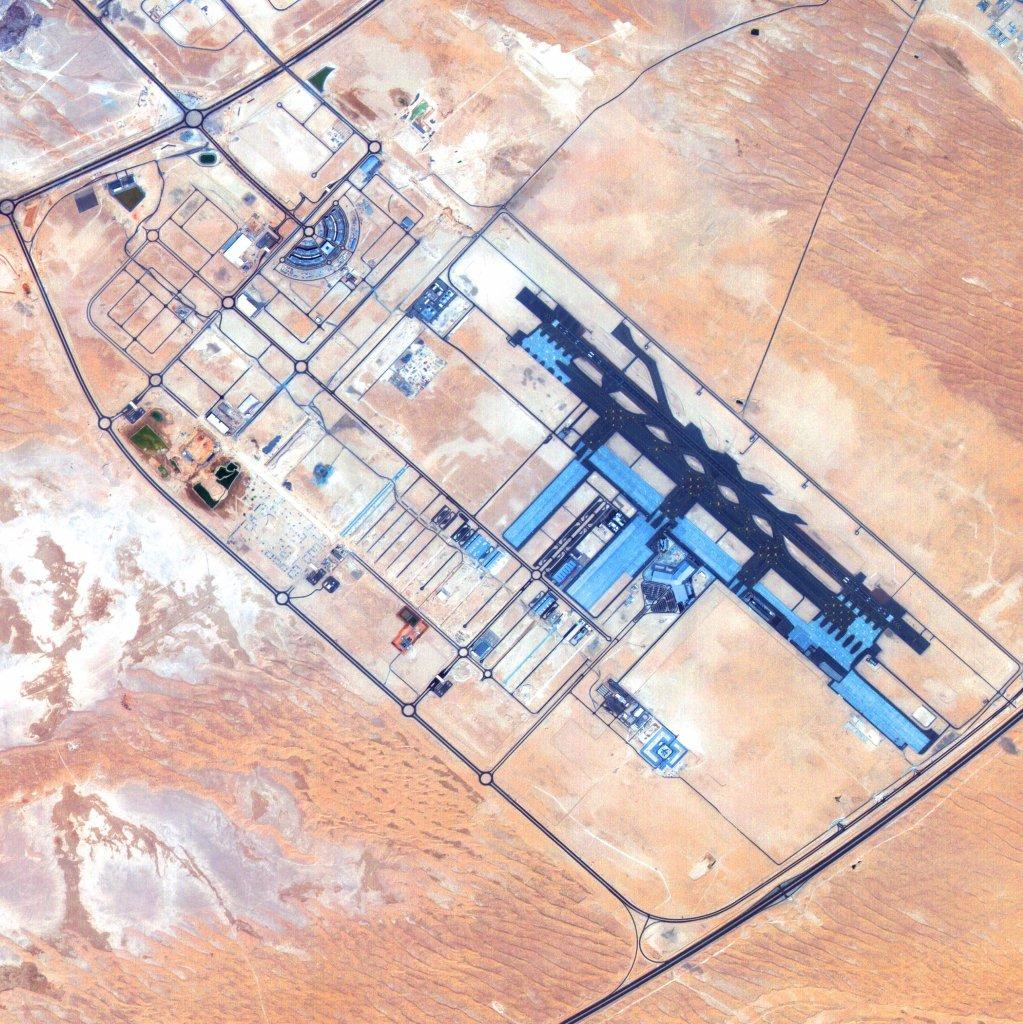
Immagine satellitare di Al Maktoum International Airport di DubaiSat-1
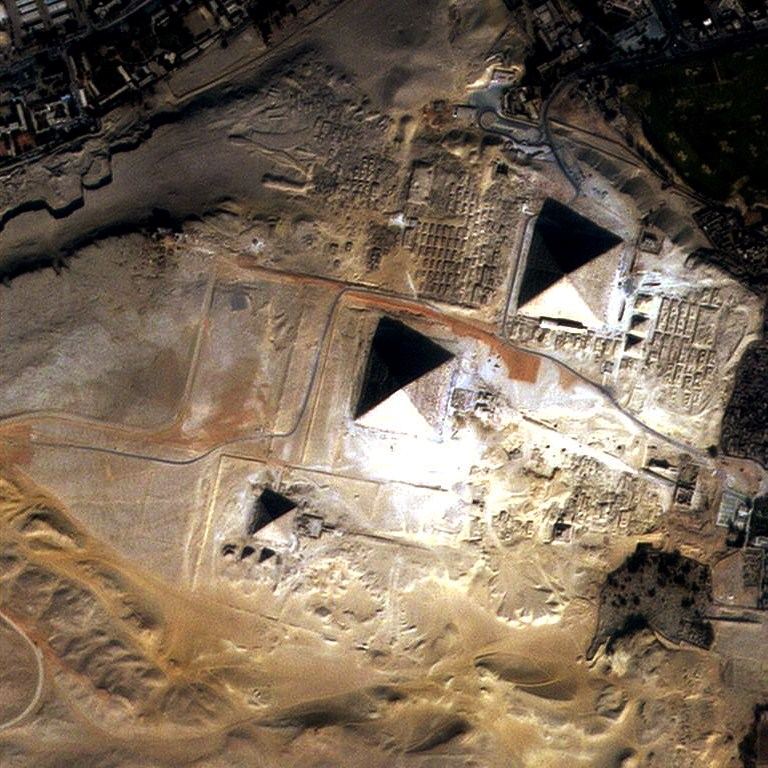
Immagine satellitare della Necropoli di Giza, Egitto di DubaiSat-1
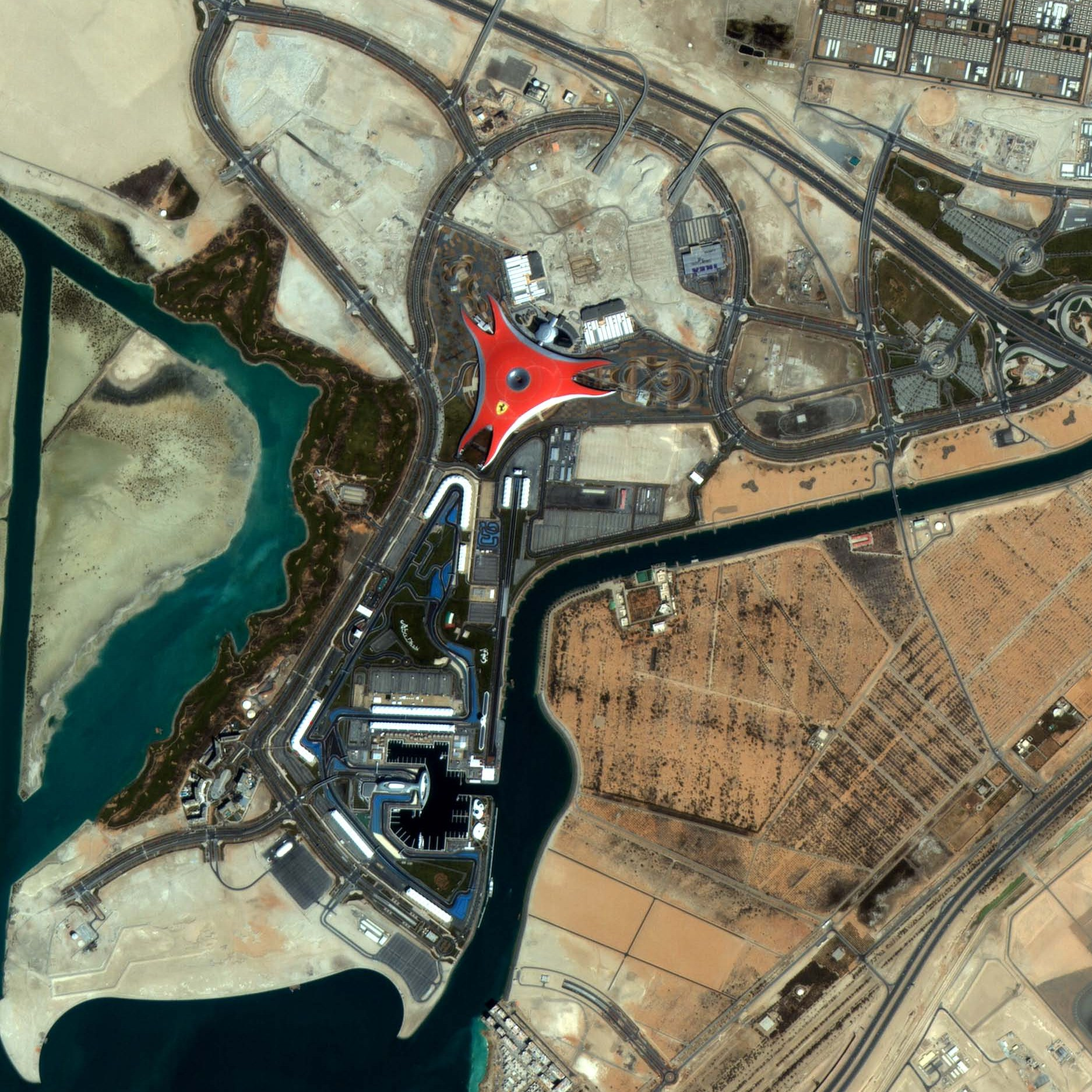
Immagine satellitare di Ferrari World in Abu Dhabi di DubaiSat-1
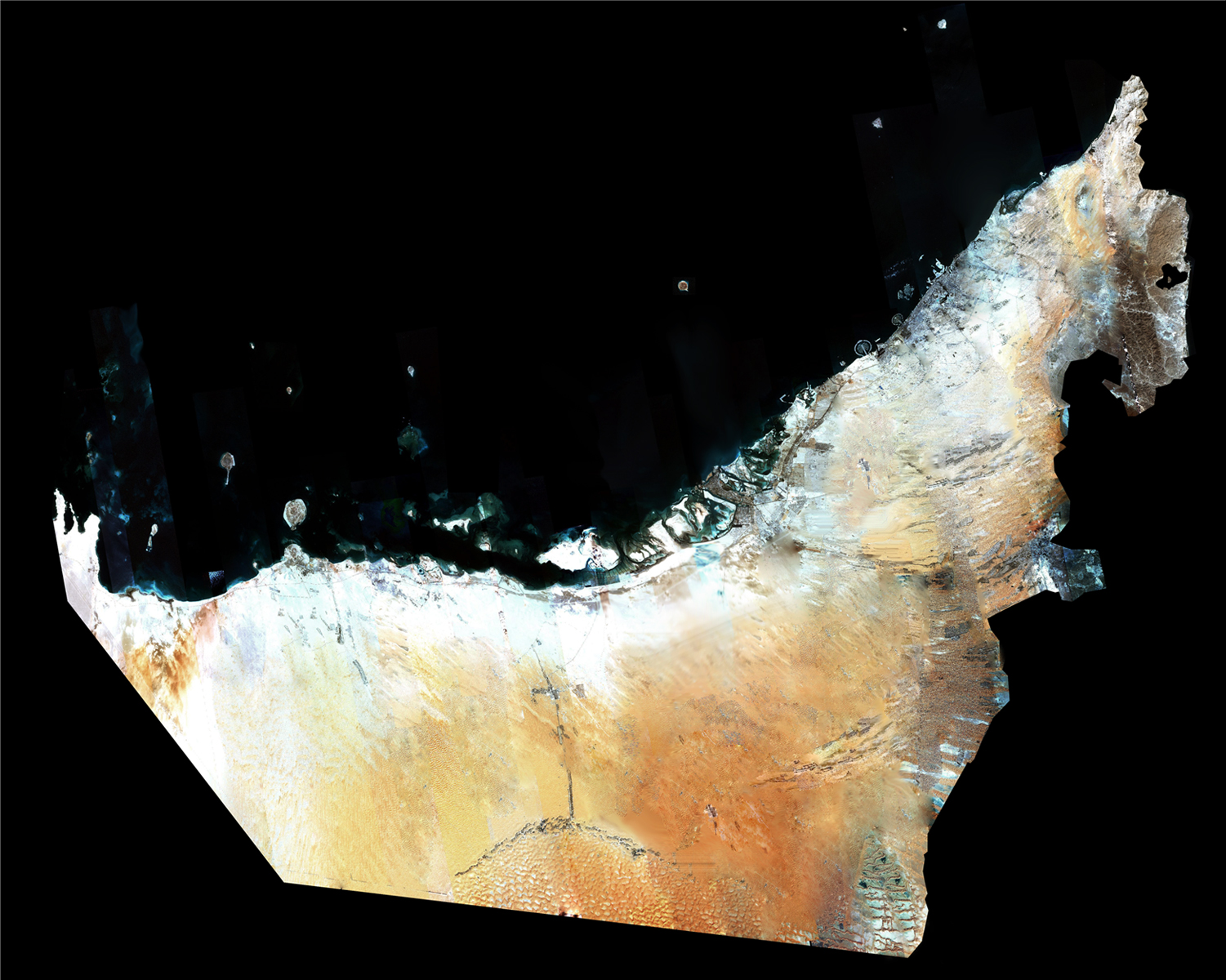
Immagine satellitare degli Emirati Arabi Uniti di DubaiSat-1